# Chiroxiphia boliviana
Manaquim-dos-yungas ou tangará-das-iungas (Chiroxiphia boliviana) é uma espécie de ave da família Pipridae.
Pode ser encontrada nos seguintes países: Bolívia e Peru.
Os seus habitats naturais são: regiões subtropicais ou tropicais húmidas de alta altitude.